# Neuer Jüdischer Friedhof (Friedrichstadt)

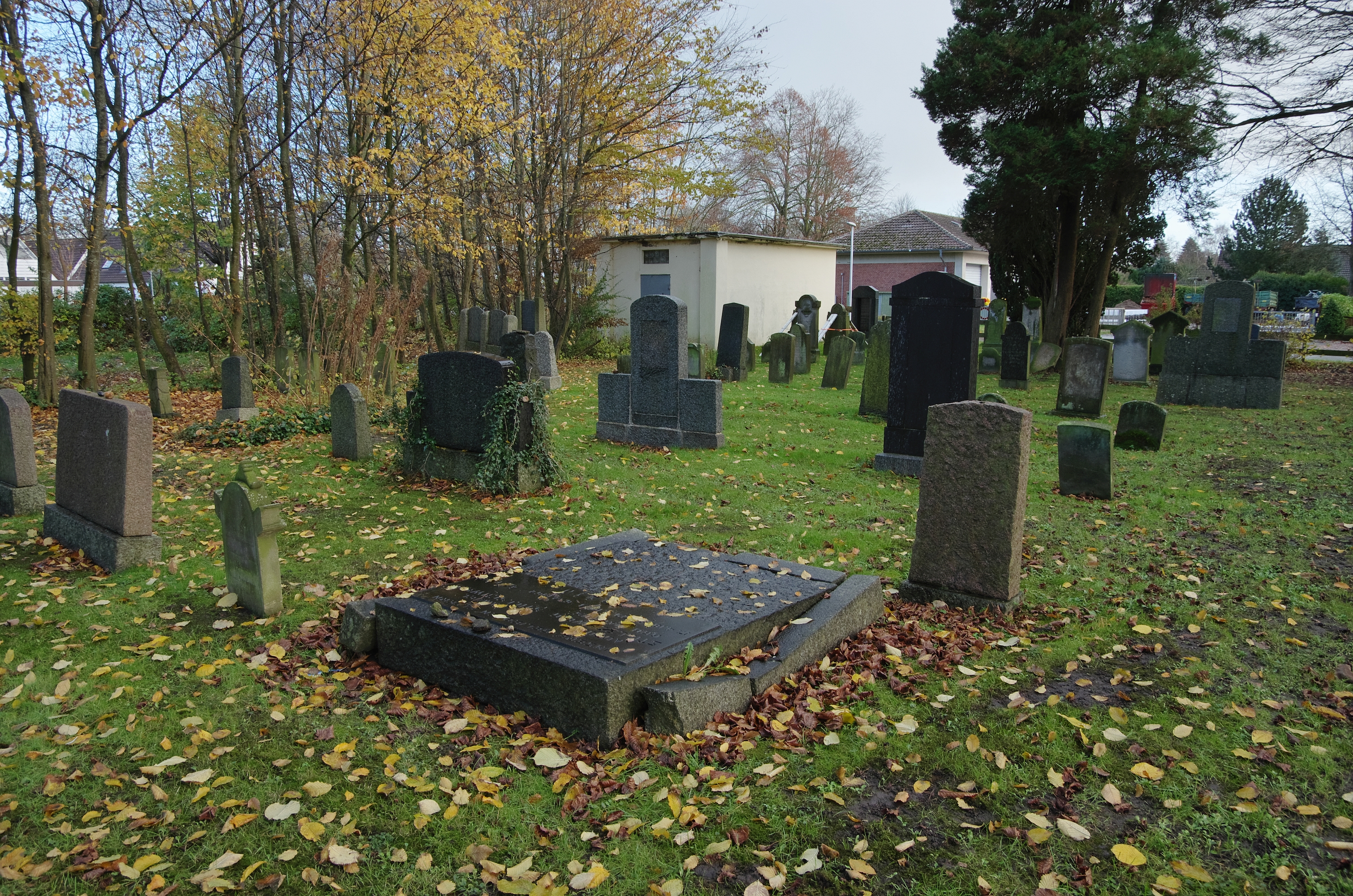
Der Neue Jüdische Friedhof, im Hintergrund das schlichte Taharahaus

Der Neue Jüdische Friedhof Friedrichstadt ist ein Jüdischer Friedhof in Friedrichstadt im Kreis Nordfriesland in Schleswig-Holstein. 

## Beschreibung
Der neue Friedhof wurde 1887/88 an der Schleswiger Straße in unmittelbarer Nähe des lutherischen Friedhofes angelegt. Die jüdische Gemeinde errichtete hier zur gleichen Zeit ein Taharahaus. 1940 fand die letzte Beisetzung auf diesem Friedhof statt. 